# Ernst Scholz (DVP)
Pour les articles homonymes, voir Scholz.
Ne doit pas être confondu avec Ernst Scholz.
Ernst Scholz, né le 3 mai 1874 à Wiesbaden et mort le 26 juin 1932 à Berlin, est un homme politique allemand. Membre du Parti populaire allemand, il est ministre de l'Économie dans le cabinet Fehrenbach, de 1920 à 1921.

## Biographie
Scholz fut conseiller municipal et trésorier de sa ville natale de Wiesbaden de 1902 à 1909, puis de la ville de Düsseldorf jusqu'en 1912. Dans les années 1912/1913, il est bourgmestre de la ville de Cassel. Dès 1917, il était le dernier bourgmestre de la ville autonome de Charlottenbourg jusqu'en 1920, l'année à laquelle la commune a été incorporée au Grand Berlin. De 1912 à 1918, Scholz a également été membre de la Chambre des seigneurs de Prusse.
Après la révolution allemande de 1918-1919, il se rallia au Parti populaire allemand (DVP), successeur du Parti national-libéral. Il était parmi ceux qui optaient en faveur d'une coopération avec les partis de la coalition de Weimar. le 25 juin 1920, Scholz a été nommé ministre du Reich à l'Économie dans le cabinet Fehrenbach, du nom du chancelier Konstantin Fehrenbach, qui est en fonction jusqu'au 4 mai 1921. 
Lors d'une élection partielle du 7 mars 1921, il a obtenu un siège au Reichstag ; de 1923 à 1930 ; il a présidé le groupe du DVP entre 1923 et 1930. Après le décès de Gustav Stresemann en 1929, il a assumé la présidence du parti pour une courte durée.